# Алтынбаев, Гали Мансурович
 Алтынбаев Гали Мансурович  (род. 19 ноября 1956, с. Аллагуват Стерлитамакского района БАССР) — аккомпаниатор-концертмейстер, народный артист Республики Башкортостан (2012).

## Биография
Алтынбаев Гали Мансурович родился 19 ноября 1956 года в селе Аллагуват Стерлитамакского района БАССР.
Четыре года учился в Салаватской музыкальной школе по классу баяна.
Окончил Салаватское музыкальное училище в 1976 году (класс Н. А. Гредина).
Место работы: c 1976 по 1978 годы работал преподавателем музыкальной школы и аккомпаниатором-концертмейстером ансамбля народного танца ДК в городе Мелеуз. В армии служил с 1982 по 1984 годы. Служба проходила в Германии. На службе играл в духовом оркестре на тромбоне.
C 1989 года работает в Башкирской филармонии в Уфе. Гали Алтынбаев свободно владеет разными инструментами: баяном, фортепиано, электронными клавишными и хорошо ориентируется в различных музыкальных направлениях, что делает его незаменимым партнёром по сцене.
Аккомпаниаторское искусство Гали Мансуровича отличают неповторимая оригинальность, яркая импровизационность. Выступает с мастерами вокала Я. А. Абдульмановым, И. М. Газиевым, Х. А. Ижболдиным, Н. Ж. Кадыровой, Ф. А. Кильдияровой, Ф. З. Салиховым, В. Г. Хызыровым.
Гастролировал по России, Австрии, Германии, Италии, Корее, Филиппинам, Турции.
Имеет двух дочерей — Алтынбаева Эльвира Галиевна 1987 г. р и Анисимова Ляйсан Галиевна 1983 г. р.

## Звания
- Заслуженный артист Республики Башкортостан (1994)
- Народный артист Республики Башкортостан (2012)